# Association des artistes peignant de la bouche et du pied
 (octobre 2015).
L'Association des artistes peignant de la bouche et du pied ou AAPBP, est une organisation d’entraide qui appartient et est gérée par ses artistes membres, qui de naissance ou à la suite d'un accident ou une maladie ont perdu l’usage de leurs mains et se servent de leur bouche ou de leur pied pour peindre. 
En 2015, l’Association compte plus de 800 artistes représentant 75 pays à travers le monde. L’Association est gérée de manière coopérative et démocratique. Les membres en sont les propriétaires et en ont le contrôle.

## Histoire
Les débuts remontent à 1957. Les 17 membres fondateurs de l’Association étaient issus de 8 pays européens. Parmi eux, Arnulf Erich Stegmann, Marlyse Tovae qui a été élue à la présidence de l’Association, après le décès du Président fondateur. 
L’Association confie la reproduction des œuvres des artistes ainsi que leur diffusion à la société d'édition des artistes peignant de la bouche et du pied. Les œuvres sont principalement reproduites sur des cartes de vœux et des calendriers. Ces produits sont proposés à l’occasion des fêtes de Noël et au printemps. Les autres articles comportant des œuvres des artistes, notamment des articles de papeterie, des reproductions… sont disponibles via le site web de l’APBP. Les artistes membres de l’AAPBP perçoivent des revenus mensuels jusqu’à la fin de leurs jours, même si leur état de santé ne leur permet plus de peindre ; une tierce personne leur étant en effet indispensable au quotidien.
Les œuvres originales des artistes sont également vendues lors d’expositions organisées à travers le monde. De grandes Institutions comme le siège de l’ONU à Genève ou le Conseil de l’Europe à Strasbourg ont exposé les œuvres des Artistes Peignant de la Bouche et du Pied.

## Membres fondateurs
- Arnulf Erich Stegmann (Président fondateur)
- Bruno Schmitz-Hochburg
- Erich Macho
- Charles Pasche
- Corry F. Riet e Riek de Vos
- Henry Ullberg
- Madeleine Jars
- Geneviève Barbedienne
- Marie-Louise Tovae
- Eugène Pirard
- Elof Lundberg
- Sune Fick
- Irene Schricker
- Carl Fischer
- de Munter
- Eva Thor
- Rolf Thomassen

## Direction
Le Président fondateur de l'Association fut une figure importante dans le développement de l'Association des Artistes Peignant de la Bouche et du Pied. Né en 1912 à Darmstadt en Allemagne, Arnulf Erich Stegmann perdit l'usage de ses mains à la suite de la poliomyélite contractée à l'âge de 2 ans. Très vite, il commença à écrire et à peindre avec la bouche avec une énergie farouche. Il développa son propre style, utilisant une variété de brosses et pinceaux.
Son talent artistique inné lui permit d'intégrer l'École de l'Industrie du Livre et du Graphisme de Nuremberg, dont il sortit diplômé, grâce au soutien de ses professeurs Erwin von Kormöndy et Hans Gerstacker.
Pour gagner sa vie et vivre de son art, il créa dès 1932, sa propre maison d'édition pour commercialiser des cartes comportant des reproductions de ses œuvres. Après la seconde guerre mondiale, Arnulf Erich Stegmann reconstitua sa maison d'édition sous le nom évocateur "Malgré tout".
Un organisme d'entraide pour les Artistes Peignant de la Bouche et du Pied naquit en 1953-1954 sous le nom de Ligue des Artistes Peignant de la Bouche et du Pied. En 1957, il fonda l'Association Internationale des Artistes Peignant de la Bouche et du Pied (AAPBP) dont il fut le Président jusqu'à sa mort.

## Artistes notables de l'Association

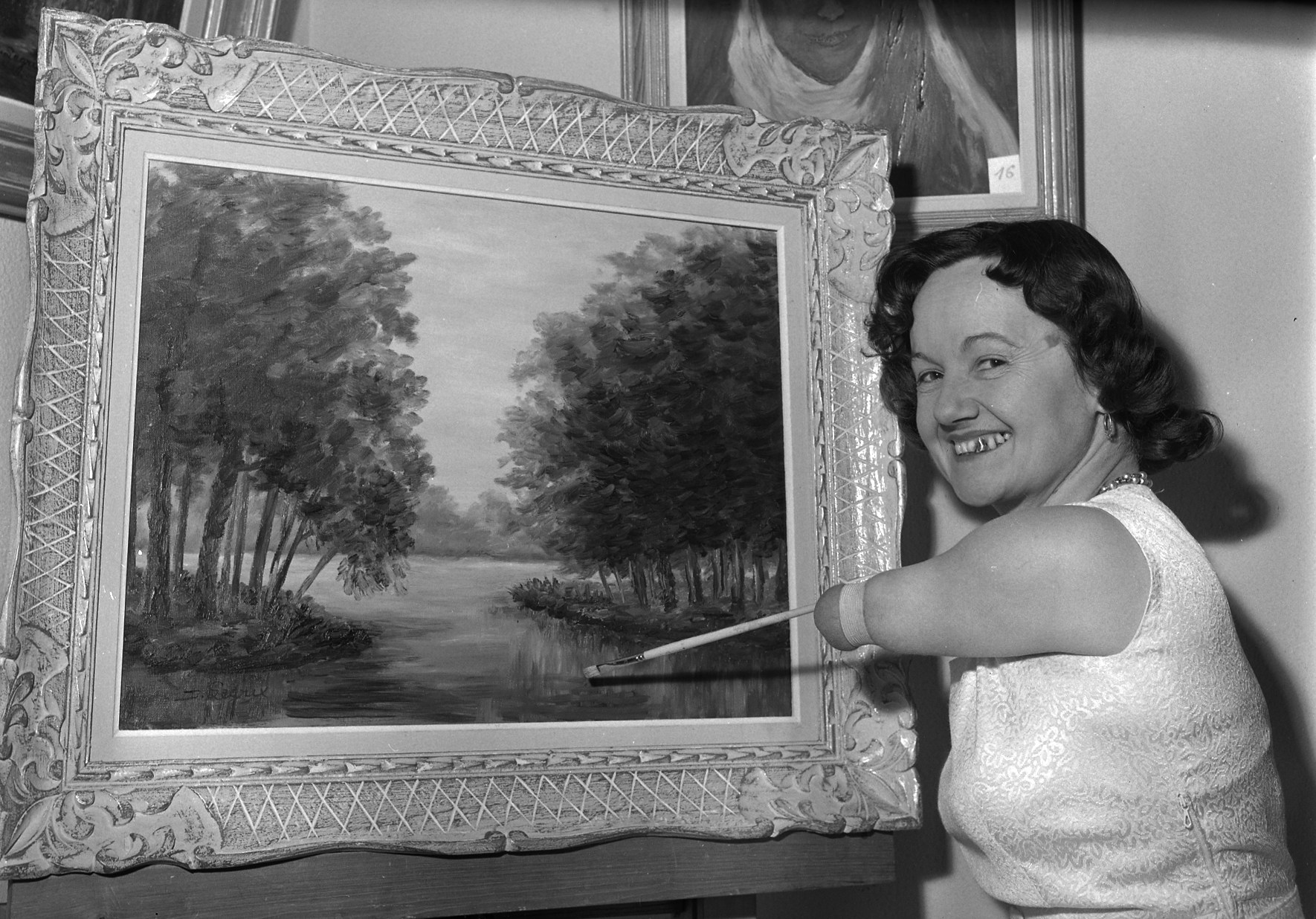
Denise Legrix en 1963.

- Arnulf Erich Stegmann
- Jacques Coulais
- Denise Legrix
- Marlyse Tovae
- Eros Bonamini
- Serge Maudet [3]